# Liste der Fußballmeister Gibraltars
Die Liste der Fußballmeister Gibraltars listet alle Vereine der Meister der britischen Kronkolonie Gibraltar von 1895 bis heute (2023) auf. Gibraltar war aufgrund spanischen Einspruchs bis zum Mai 2013 kein Mitglied der UEFA, weshalb der Meister auch an keinen Europapokalspielen teilnahm. Bis 1905 existierte die Liga (Gibraltar Eurobet Division) nur inoffiziell, erst danach wurde sie offiziell gegründet.

## Fußballmeister Gibraltars

### Meister vor 1905
- 1895/96: Gibraltar FC
- 1896/97: Jubilee FC
- 1897/98: Jubilee FC
- 1898/99: Albion FC
- 1899/00: Exiles FC
- 1900/01: Prince of Wales FC
- 1901/02: Exiles FC
- 1902/03: Prince of Wales FC
- 1903/04: Prince of Wales FC
- 1904/05: Athletic FC

### Meister ab 1905
| - 1905/06: Prince of Wales FC - 1906/07: nicht ausgetragen - 1907/08: Britannia FC - 1908/09: Prince of Wales FC - 1909/10: South United FC - 1910/11: South United FC - 1911/12: Britannia FC - 1912/13: Britannia FC - 1913/14: Prince of Wales FC - 1914/15: Royal Sovereign FC - 1915/16: nicht ausgetragen - 1916/17: Prince of Wales FC - 1917/18: Britannia FC - 1918/19: Prince of Wales FC - 1919/20: Britannia FC - 1920/21: Prince of Wales FC - 1921/22: Prince of Wales FC - 1922/23: Prince of Wales FC - 1923/24: Gibraltar FC - 1924/25: Prince of Wales FC - 1925/26: Prince of Wales FC - 1926/27: Prince of Wales FC - 1927/28: Prince of Wales FC - 1928/29: Europa FC - 1929/30: Europa FC - 1930/31: Prince of Wales FC - 1931/32: Europa FC - 1932/33: Europa FC - 1933/34: Commander of the Yard FC - 1934/35: Chief Construction FC | - 1935/36: Chief Constructor FC - 1936/37: Britannia FC - 1937/38: Europa FC - 1938/39: Prince of Wales FC - 1939/40: Prince of Wales FC - 1940/41: Britannia FC - 1942–1945: nicht ausgetragen - 1946/47: Gibraltar United FC - 1947/48: Gibraltar United FC - 1948/49: Gibraltar United FC - 1949/50: Gibraltar United FC - 1950/51:Gibraltar United FC - 1951/52: Europa FC - 1952/53: Prince of Wales FC - 1953/54: Gibraltar United FC - 1954/55: Britannia FC - 1955/56: Britannia FC - 1956/57: Britannia FC - 1957/58: Britannia FC - 1958/59: Britannia FC - 1959/60: Gibraltar United FC - 1960/61: Britannia FC - 1961/62: Gibraltar United FC - 1962/63: Britannia FC - 1963/64: Gibraltar United FC - 1964/65: Gibraltar United FC | - 1965/66: Glacis United FC - 1966/67: Glacis United FC - 1967/68: Glacis United FC - 1968/69: Glacis United FC - 1969/70: Glacis United FC - 1970/71: Glacis United FC - 1971/72: Glacis United FC - 1972/73: Glacis United FC - 1973/74: Glacis United FC - 1974/75: Manchester United FC - 1975/76: Glacis United FC - 1976/77: Manchester United FC - 1977/78: nicht ausgetragen - 1978/79: Manchester United FC - 1979/80: Manchester United FC - 1980/81: Glacis United FC - 1981/82: Glacis United FC - 1982/83: Glacis United FC - 1983/84: Manchester United FC - 1984/85: Glacis United FC - 1985/86: Lincoln FC - 1986/87: St Theresas FC - 1987/88: St Theresas FC - 1988/89: Glacis United FC - 1989/90: Lincoln FC - 1990/91: Lincoln FC - 1991/92: Lincoln FC - 1992/93: Lincoln FC - 1993/94: Lincoln FC - 1994/95: Manchester United FC | - 1995/96: St Joseph’s FC - 1996/97: Glacis United FC - 1997/98: St Theresas FC - 1998/99: Manchester United FC - 1999/00: Glacis United FC - 2000/01: Lincoln FC - 2001/02: Gibraltar United FC - 2002/03: Newcastle United FC 1 - 2003/04: Newcastle United FC - 2004/05: Newcastle United FC - 2005/06: Newcastle United FC - 2006/07: Newcastle United FC - 2007/08: Lincoln FC - 2008/09: Lincoln FC - 2009/10: Lincoln FC - 2010/11: Lincoln FC - 2011/12: Lincoln FC - 2012/13: Lincoln Red Imps FC - 2013/14: Lincoln Red Imps FC - 2014/15: Lincoln Red Imps FC - 2015/16: Lincoln Red Imps FC - 2016/17: Europa FC - 2017/18: Lincoln Red Imps FC - 2018/19: Lincoln Red Imps FC - 2019/20: keiner 2 - 2020/21: Lincoln Red Imps FC - 2021/22: Lincoln Red Imps FC - 2022/23: Lincoln Red Imps FC - 2023/24: Lincoln Red Imps FC |

## Rekordmeister
- 1896: Gibraltar FC
- 1897: Gibraltar FC/Jubilee FC (je 1)
- 1898–1901: Jubilee FC (2)
- 1902: Jubilee FC/Exiles FC (je 2)
- 1903: Jubilee FC/Exiles FC/Prince of Wales FC (je 2)
- 1904–2013: Prince of Wales FC (3–19)
- 2014: Prince of Wales FC/Lincoln Red Imps FC (je 19)
- seit 2015: Lincoln Red Imps FC (26)